# Цілинна ділянка в поймі річки Корсак (63 га)
Цілинна ділянка в поймі р. Корсак — ентомологічний заказник місцевого значення. Об'єкт розташований на території Приазовського району Запорізької області, село Дмитрівка.
Площа — 63 га, статус отриманий у 1984 році.